# Артур Боруц
А̀ртур Бо̀руц (на полски: Artur Boruc) е бивш полски вратар, роден на 20 февруари 1980 г. в град Шедълце, Полша. 

## Кариера
Първият му професионален отбор е Погон Шедълце, за който изиграва 12 мача. През 1999 е привлечен в Легия Варшава. След като играе предимно в дублиращия отбор, е пратен под наем за половин сезон в Долцан Зомбки. Дебютира за Легия през март 2002, а от средата на сезон 2002/03 се превръща в титулярен страж на полските армейци. На 28 април 2004 дебютира за националния отбор на Полша срещу Ирландия. През юни 2004 вкарва гол от дузпа срещу ФК Видзев (Лодз). На 20 юли 2005 г. преминава в Селтик под наем за 1 сезон. След като става неизменен титуляр на вратата на „детелините“, те откупуват правата му и играчът подписва договор до 2009. През лятото на 2006 е титулярен вратар на Полша на световното първенство в Германия.
На 21 ноември 2006 г., играе в мач от груповата фаза на Шампионската лига срещу Манчестър Юнайтед. Това е един от най-важните мачове в неговата кариера, тъй като помага на отбора си да се класира на 1/8-финалите, като спасява дузпа на Луи Саа в 89-а минута и Селтик взима така ценната победа с 1-0 над Юнайтед. През януари 2007 г. е номиниран за футболист на годината от Шотландската Професионална Футболна Асоциация. През 2008 участва на европейското първенство в Австрия и Швейцария. На 20 октомври 2008 е избран за един от 5те най-добри вратари в света за сезона от FIFPro. На 12 декември 2009 изиграва своят мач номер 200 за Селтик. През юли 2010 преминава в италианския Фиорентина. Първоначално е взет за резерва на Себастиан Фрей, но след травмата на французина става титулярен страж. Въпреки добрите му изяви през сезон 2011/12, договорът му не е подновен.
На 23 септември 2012 преминава в Саутхамптън със свободен трансфер.

## Успехи и отличия
- Шампион на Полша – 2001/02
- Купа на лигата на Полша – 2002
- Шампион на Шотландия – 2005/06, 2006/07, 2007/08
- Купа на Шотландия – 2007
- Купа на лигата на Шотландия – 2006, 2009

## Други
Артур Боруц е ревностен католик, като има обичай преди началото на всеки мач да отива при вратата си и да се кръсти пред публиката. На 25 август 2006 г. Шотландската полиция е обърнала внимание, на това че отива при публиката на Глазгоу Рейнджърс, кръсти се пред нея и показва знака за мир. Това е посрещнато от феновете на Рейнджърс доста бурно. Според очевидци той показвал и жестове, които приканвали феновете на Рейнджърс да реагират така. Според организация към Шотландския Парламент жеста на кръстене — символ на вярата на римокатолиците, можел да наруши обществения ред. Римокатолическата църква осъди легалният жест, обаче изразиха съжаление че „Шотландия се е превърнала в една от малкото страни, където най-обикновения религиозен жест е приет за нападка.“

## Любопитно
- Артур Боруц говори английски език, с шотландски акцент.
- Той е запален фен на Легия Варшава, и винаги когато е в Полша ходи на техен мач.
- Боруц е спасявал 27-годишна бременна жена, нейната сестра и девер, когато били нападнати в Глазгоу, Шотландия.